# Tambores
Tambores és una localitat de l'Uruguai ubicada al nord-oest del departament de Tacuarembó, sobre el límit amb els departaments de Salto i Paysandú.
Es troba a 236 metres sobre el nivell del mar. Té una població aproximada de 1.720 habitants, dels quals 1.180 són a Paysandú i 540 a Tacuarembó. La ciutat de Paysandú es troba a 200 quilòmetres i la capital del departament, Tacuarembó, es troba a 40 quilòmetres al sud d'aquesta urbanització.
Es diu que l'origen de la paraula Tambores és per la forma de tambor que tenen els seus turons. Segons la llegenda, quan el vent passava fort per allí se sentien com repics de tambors.